# Nnamdi Azikiwe
Benjamin Nnamdi Azikiwe, nascut el 16 de novembre de 1904 i mort l'11 de maig de 1996), fou primer president de Nigèria durant la Primera República de Nigèria del 1963 al 1966 i un home d'Estat nigerià.

## Joventut
D'origen Ibo (ètnia que domina l'est del Nigèria), nascut a Zungeru, a l'estat d'Anambra, a l'est de Nigèria i actual Estat del Níger, de jove va aprendre a parlar el haussa (la principal llengua indígena de la regió del nord). Més tard, Azikiwe va ser enviat a viure amb la seva tia i àvia a Onitsha (la seva pàtria), on va aprendre l'idioma igbo. Una estada a Lagos el va introduir a la llengua ioruba. Quan estava a la universitat, havia estat en contacte amb diferents cultures nigerianes i parlava tres idiomes (un actiu com a president).
Azikiwe es va unir al seu pare a Calabar cap el 1920 i va començar la secundària al Hope Waddell Training College. Va introduir-se en els ensenyaments de Marcus Garvey, i el garveyisme, que es va convertir en una part important de la seva retòrica nacionalista.
Després d'assistir a Hope Waddell, Azikiwe va ser traslladat a l'escola secundària Methodist Boys 'de Lagos i va fer amistat amb companys de classe de velles famílies de Lagos com George Shyngle, Francis Cole i Ade Williams com a fill de l'Akarigbo de Remo. Aquestes connexions van ser més tard beneficioses per a la seva carrera política a Lagos. Azikiwe va escoltar una conferència de James Aggrey, un educador que creia que els africans havien de rebre estudis universitaris a l'estranger i tornar per impulsar el canvi. Després de la conferència, Aggrey va donar al jove Azikiwe una llista d'escoles que acceptaven estudiants negres als Estats Units. Després de completar els seus estudis secundaris, Azikiwe es va presentar al servei colonial i va ser acceptat com a secretari del departament de tresoreria. Paral·lelament al servei colonial el va exposar a biaixos racials al govern colonial.Decidit a viatjar a l'estranger per continuar la seva formació, Azikiwe va presentar una sol·licitud a universitats dels Estats Units. Va ser admès per Storer College, sempre que trobés un camí per arribar a Amèrica. Per arribar-hi, es va posar en contacte amb un mariner i va fer un tracte amb ell per convertir-se en un policia. No obstant això, un dels seus amics del vaixell es va posar malalt i se’ls va aconsellar que desembalquessin a Sekondi. A Ghana, Azikiwe treballava com a oficial de policia; la seva mare va visitar-lo i li va demanar que tornés a Nigèria. Va tornar, i el seu pare estava disposat a patrocinar el seu viatge a Amèrica.

## Estada americana
Azikiwé va arribar als Estats Units el 1925. Inicialment va anar a l'escola preparatòria de dos anys del Storer College a Harpers Ferry, Virginia Occidental. Per finançar les seves despeses de manutenció i la seva matrícula, va treballar diverses feines abans de matricular-se a la Universitat Howard de Washington, D.C. el 1927 per obtenir un títol de llicenciat en Ciències Polítiques. El 1929 es va traslladar de Howard a la Universitat de Lincoln per completar els seus estudis universitaris i es va graduar el 1930 amb una llicenciatura en Ciències Polítiques. També va fer cursos amb Alain Locke. Azikiwe va ser membre de Phi Beta Sigma. Després es va matricular a la Universitat de Lincoln a Pennsilvània i a la Universitat de Pennsilvània simultàniament el 1930, rebent un màster en religió i un en antropologia el 1932. Azikiwe es va convertir en un instructor estudiant de postgrau en els departaments d'història i ciències polítiques de la Universitat de Lincoln, on va crear un curs d'història africana. Va ser candidat al doctorat a la Universitat de Colúmbia abans de tornar a Nigèria el 1934. La investigació doctoral d'Azikiwe es va centrar a Libèria en la política mundial, i el seu treball de recerca va ser publicat per A. H. Stockwell el 1934. Durant la seva estada a Amèrica, va ser columnista del Baltimore Afro-American, Philadelphia Tribune i el Associated Negro Press. Azikiwe va estar influït pels ideals de la premsa afroamericana, el garveyisme i el panafricanisme. Va tornar a l'Àfrica el 1935.

## Carrera política
Primerament fou redactor en un diari d'Accra a la Costa d'Or, tornant al Nigèria el 1937 on va fundar una cadena de diaris dels quals el West African Pilot fou molt llegit en tota l'Àfrica de l'Oest.
El 1943, llança la seva primera ofensiva per la independència del Nigèria i participa el 1944 a la fundació del Consell Nacional de Nigèria i els Cameruns (Nacional Council of Nigèria and Cameroon NCNC, esdevingut Nacional Council of Nigerian Citizens) del qual esdevingué el president. El 1947 fou membre del Consell Legislatiu del Nigèria i va entrar el 1951 a l'assemblea de la regió de "Nigèria Occidental" de la que fou primer ministre l'any següent.
Hi va desplegar una activitat intensa (educació, desenvolupament industrial, sufragi universal) no sense tensions entre els Britànics i els seus partidaris, ni perdre's en d'obscurs afers comercials (afer del African Continental Bank).
El 1953, era el líder indiscutible de l'est del país, a continuació, poc temps després de la independència l'any 1960, esdevingué governador general i finalment president en el moment de la proclamació de la república l'any 1963, amb Abubakar Tafawa Balewa com a primer ministre.
Fou enderrocat, amb la resta del govern civil, durant un viatge a l'estranger, pel cop d'Estat militar del 15 de gener de 1966 portat a terme pel general Johnson Aguiyi-Ironsi.
En el curs de la guerra del Biafra (1967 – 1970), Azikiwe va ser el portaveu de la república secessionniste i el conseller del seu president, Odumegwu Emeka Ojukwu. Proposarà el 1969 un pla de pau de 14 punts que les dues parts rebutjaran.
Després de la guerra va esdevenir canceller de la Universitat de Lagos, de 1972 a 1976. Va fundar el Partit Popular del Nigèria el 1979 però va fracassar, el mateix any, a l'elecció presidencial, on fou batut per Shehu Shagari. Es va presentar altre cop el 1983, sense èxit, abans d'abandonar la política l'any 1986.
Va morir el 1996. El seu retratat figura als bitllets de 500 naira.